# Tre Sorelle (Pittsburgh)
Le Tre Sorelle (Three Sisters in inglese) sono una serie di tre ponti sospesi in acciaio, quasi identici tra loro, costruiti tra il 1924 e il 1928 per attraversare il fiume Allegheny a Pittsburgh in Pennsylvania. Tra le loro caratteristiche più notevoli vi è il fatto di essere stati i primi ponti sospesi autoportanti costruiti negli Stati Uniti e tra i pochissimi esempi di ponti realizzati con catene di eyebar ancora esistenti nel paese.
Inizialmente conosciuti solo come ponte della Sesta, Settima e Nona Strada, dal nome delle vie cittadine che vi si immettono, tra il 1998 e il 2006 hanno ricevuto un nome ufficiale in onore di tre importanti cittadini di Pittsburgh:
- Ponte Roberto Clemente (Ponte della Sesta Strada)
- Ponte Andy Warhol (Ponte della Settima Strada)
- Ponte Rachel Carson (Ponte della Nona Strada)

## Storia
I tre ponti furono progettati dagli ingegneri T.J. Wilkerson e Vernon R. Covell e dall'architetto Stanley L. Roush, dipendenti del Dipartimento dei Lavori Pubblici della Contea di Allegheny, e realizzati dall'American Bridge Company, una società nata nel 1900 a Coraopolis, sobborgo di Pittsburgh, dalla fusione di diversi produttori e costruttori di strutture in acciaio, specializzata nella costruzione e manutenzione di ponti.
Tutti e tre i ponti furono realizzati tra il 1924 e il 1928 per sostituire strutture preesistenti le quali non rispettavano più le normative del Dipartimento della guerra in merito alla navigabilità dei fiumi.
Inizialmente si stabilì di realizzare due ponti a travatura reticolare in corrispondenza della Sesta e della Nona Strada ed un ponte a sbalzo in corrispondenza della Settima Strada. I progetti furono presentati alla Metropolitan Art Commission, certi che l'approvazione sarebbe stata una pura formalità, ma la commissione bocciò i progetti considerandoli antiestetici e chiedendo che venissero invece realizzati dei ponti sospesi.
Questo tipo di costruzione risultava però problematica per via del poco spazio disponibile per gli ancoraggi dei cavi di sospensione sulle rive del fiume. Si optò allora per dei ponti sospesi autoportanti, una soluzione che al tempo aveva come unico precedente il Deutzer Hängebrücke costruito nel 1915 sul fiume Reno a Colonia.

## Le Tre Sorelle
Strutturalmente i ponti sono ponti sospesi autoportanti, nei quali cioè i cavi portanti a cui è sospeso l'impalcato non sono ancorati alla roccia o a blocchi di ancoraggio situati alle estremità del ponte, ma all'impalcato stesso. La struttura portante è realizzata interamente in acciaio e invece dei cavi di sospensione sono stati usate catene di eyebar. Benché siano considerati ponti sospesi, le foto scattate durante la loro costruzione mostrano come siano stati realizzati con la tecnica dei ponti a sbalzo, iniziando la costruzione della trave di supporto dell'impalcato come trave a sbalzo che partiva da ciascuna estremità della campata principale, e diventando ponti sospesi una volta unite le due parti dell'impalcato.
I tre ponti hanno una lunghezza totale, comprensiva delle rampe di accesso, che varia tra i 269 e i 323 metri e sono formati da una campata centrale di 135 metri di luce (nel caso dei ponti Roberto Clemente ed Andy Warhol) o 125 metri di luce (nel caso del ponte Rachel Carson) e due campate laterali più corte di circa 66 metri di luce in tutti i casi.

In tutte e tre le strutture l'impalcato si trova a circa 12 metri di altezza rispetto al livello del fiume e ha una larghezza di circa 19 metri. Il piano stradale ospita quattro corsie destinate al traffico veicolare, due per senso di marcia, e un marciapiede pedonale sul lato esterno di ciascuna carreggiata.

### Ponte Roberto Clemente

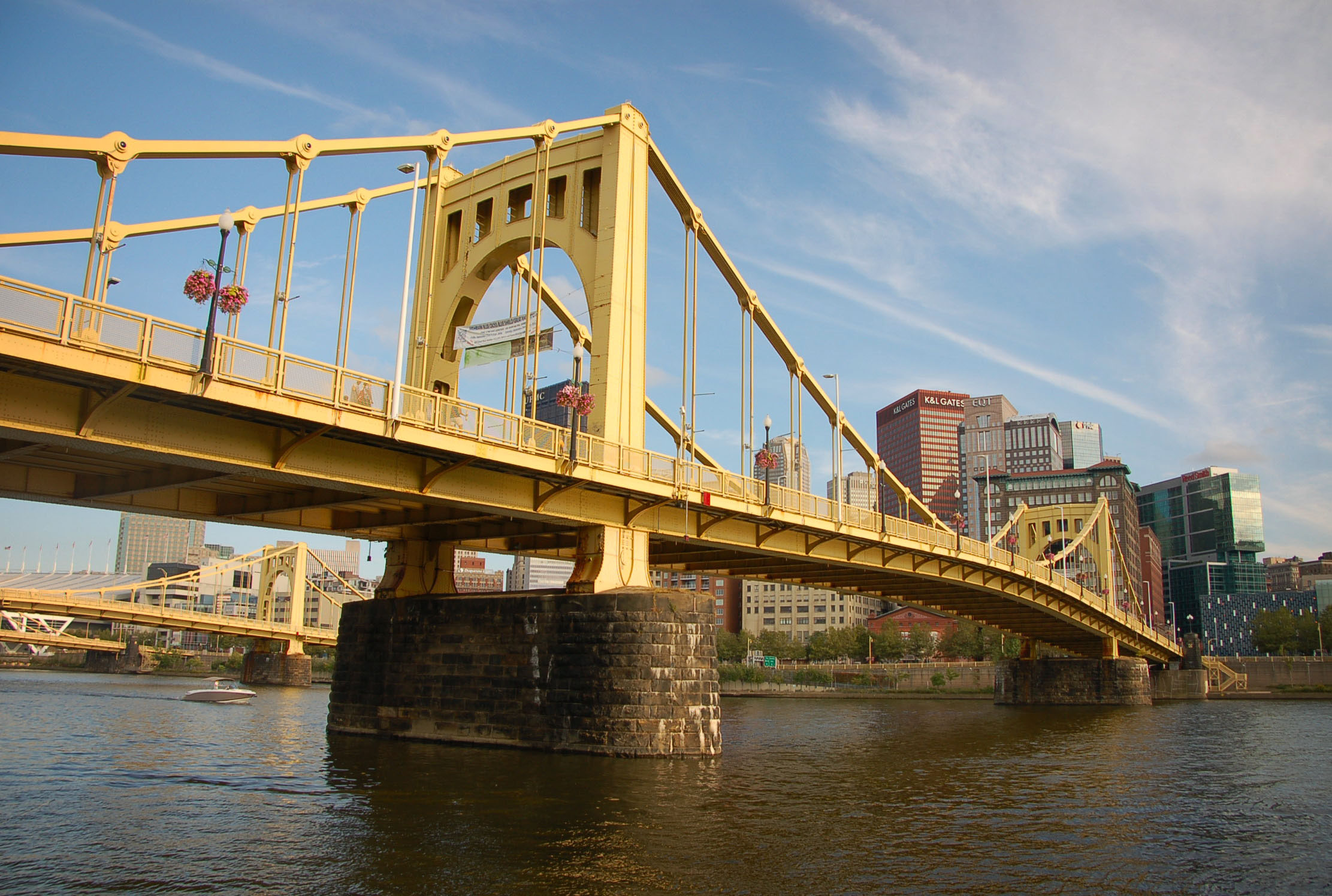
Il ponte Roberto Clemente

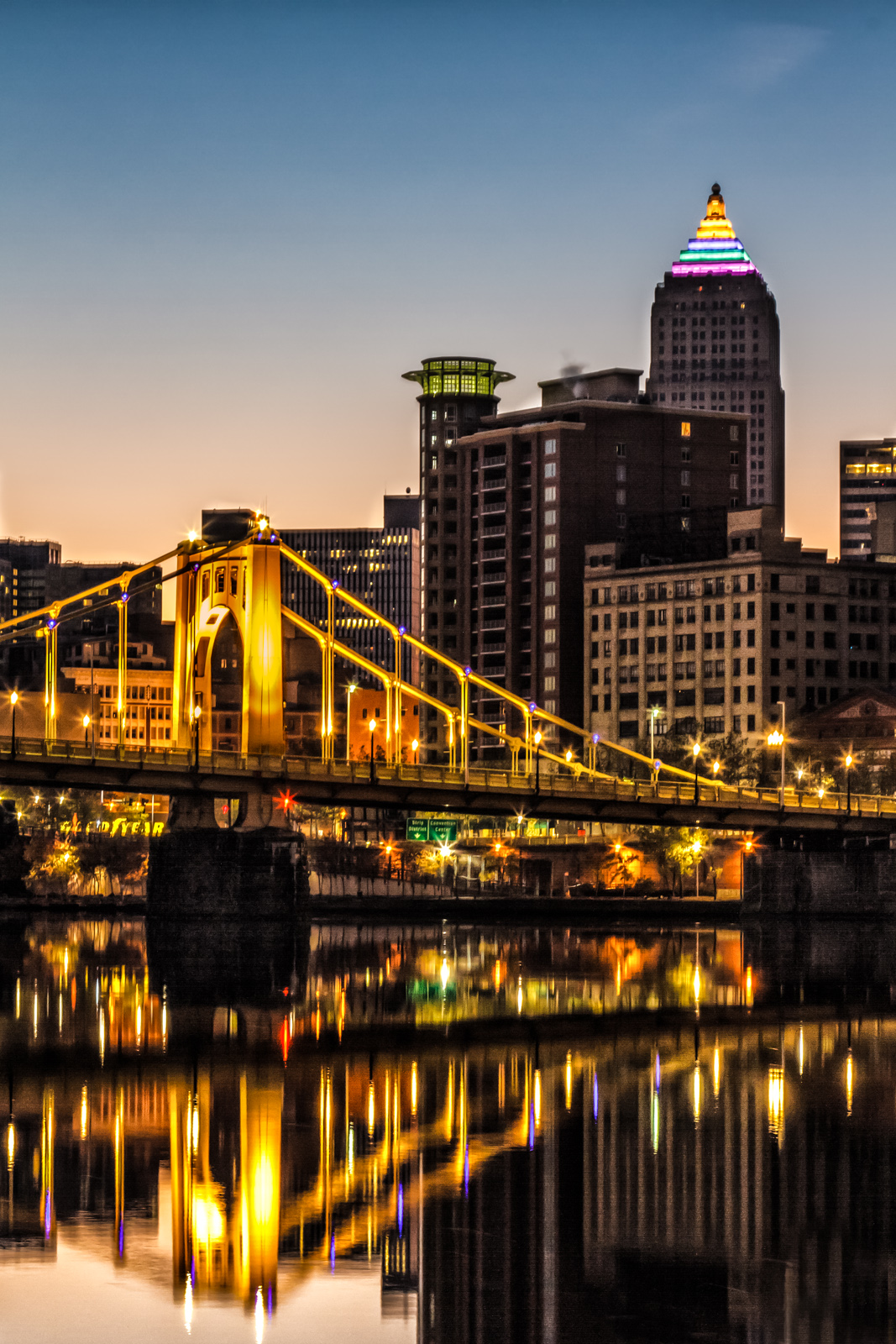
Il ponte Roberto Clemente illuminato alla sera

Il ponte Roberto Clemente attraversa il fiume Allegheny in corrispondenza della Sesta Strada, a cui deve il suo nome originale, ed è quello situato più ad ovest delle Tre Sorelle.
Il primo ponte ad essere realizzato in questa posizione risale al 1819: si trattava di un ponte coperto in legno conosciuto come Allegheny River Bridge, o St. Clair Street Bridge, e all'epoca era il primo ponte a collegare Pittsburgh e la cittadina di Allegheny, in seguito annessa al capoluogo nel 1907. Il ponte sostituì un servizio di traghetti situato nello stesso punto e alle persone che lo attraversavano era richiesto da parte della Allegheny Bridge Company il pagamento di un pedaggio di due centesimi di dollaro.
Nel 1857 il ponte in legno, vecchio e non più in grado di sostenere il traffico stradale, venne demolito e sostituito con un ponte sospeso in ferro progettato dall'ingegnere John Augustus Roebling, già autore di altri due ponti a Pittsburgh e che alcuni anni più tardi progettò il Ponte di Brooklyn a New York. Il ponte di Roebling era formato da due campate centrali di 105 metri di luce e due campate laterali di circa 52 metri.
Nel 1892 il ponte sospeso, ormai troppo stretto e poco robusto per sopportare il sempre crescente traffico veicolare, fu a sua volta demolito e sostituito da un ponte reticolare in acciaio progettato dall'ingegnere Theodore Cooper. Il nuovo ponte era largo il doppio del precedente ed era composto da due campate principali da 130 metri ciascuna. Nel 1911 il ponte fu acquistato dalla Contea di Allegheny, che abolì il pedaggio fino ad allora necessario per attraversarlo.
Alla metà degli anni 1920 il ponte era divenuto poco sicuro e inoltre non rispettava il nuovo regolamento del Dipartimento della guerra in merito all'altezza minima che i ponti dovevano possedere per permettere la navigazione lungo i fiumi. Nel 1927 le travature reticolari della campate centrali furono caricate su delle chiatte e trasportate lungo il fiume fino all'isola di Neville sul fiume Ohio, dove furono utilizzate per la costruzione dell'originale Coraopolis Bridge, sostituito nel 1994 da un ponte a trave. Al posto del ponte di Cooper fu inaugurato nel 1928 l'attuale Sixth Street Bridge.
Il 6 agosto 1998 il ponte è stato rinominato ponte Roberto Clemente (in inglese Roberto Clemente Bridge), in onore del giocatore di baseball di origini portoricane Roberto Clemente, che tra il 1955 e il 1972 giocò 18 stagioni nella Major League Baseball con i Pittsburgh Pirates. In seguito alla demolizione del Three Rivers Stadium, dal 2001 le partite casalinghe dei Pittsburgh Pirates hanno luogo nel PNC Park, situato a North Shore a pochi metri di distanza dal ponte, e una statua di Roberto Clemente è stata installata fuori dallo stadio in corrispondenza dell'ingresso nord del ponte.
La struttura è composta da una campata centrale di 135 metri e due campate laterali di 66 metri di luce ciascuna. La lunghezza complessiva del ponte, considerando anche gli accessi, è di 269,4 metri. L'impalcato si trova a circa 12 metri di altezza rispetto al livello del fiume e ha una larghezza di circa 19 metri. Il piano stradale ospita quattro corsie destinate al traffico veicolare, due per senso di marcia, e un marciapiede pedonale sul lato esterno di ciascuna carreggiata.

### Ponte Andy Warhol

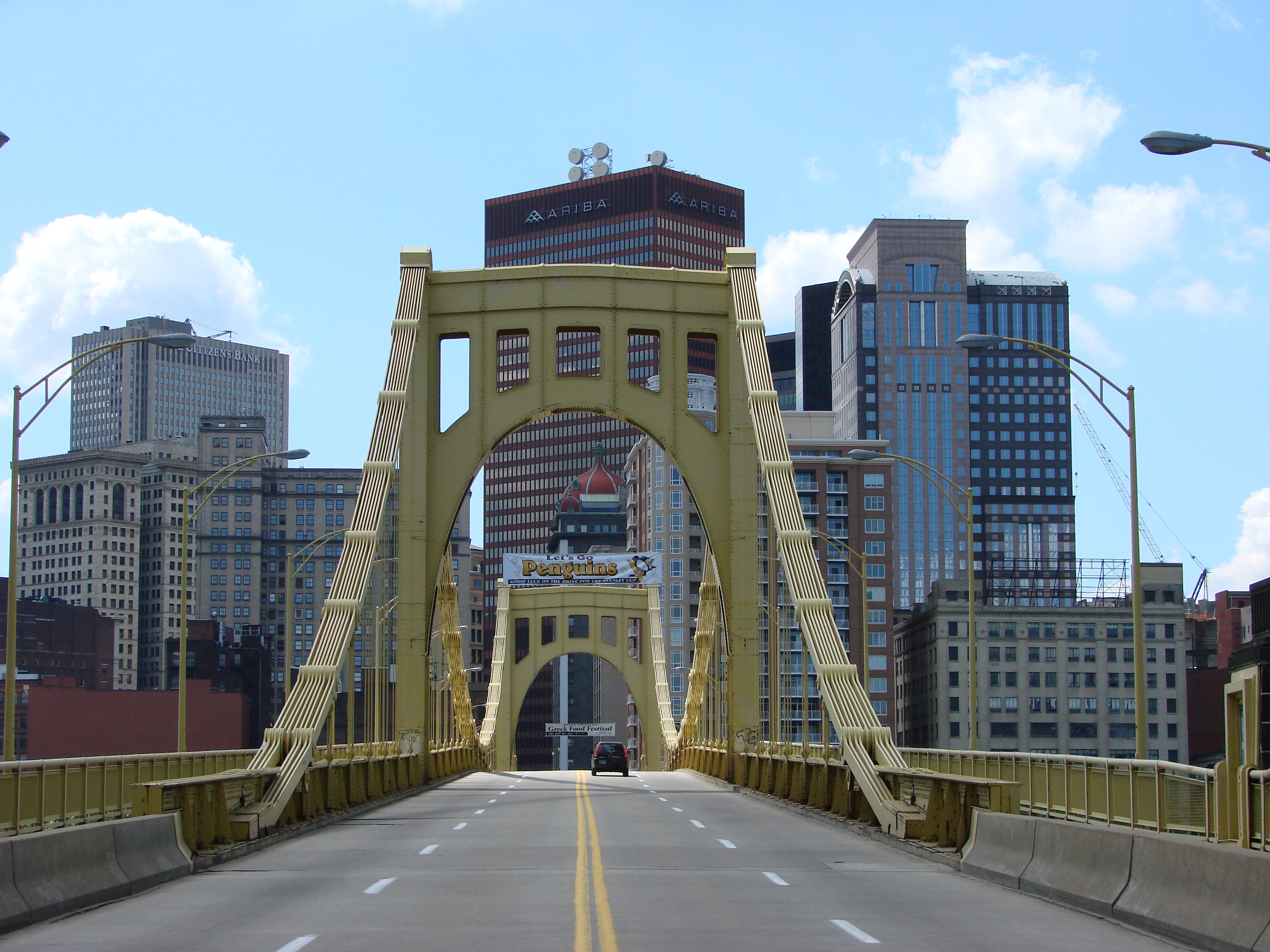
Il ponte Andy Warhol

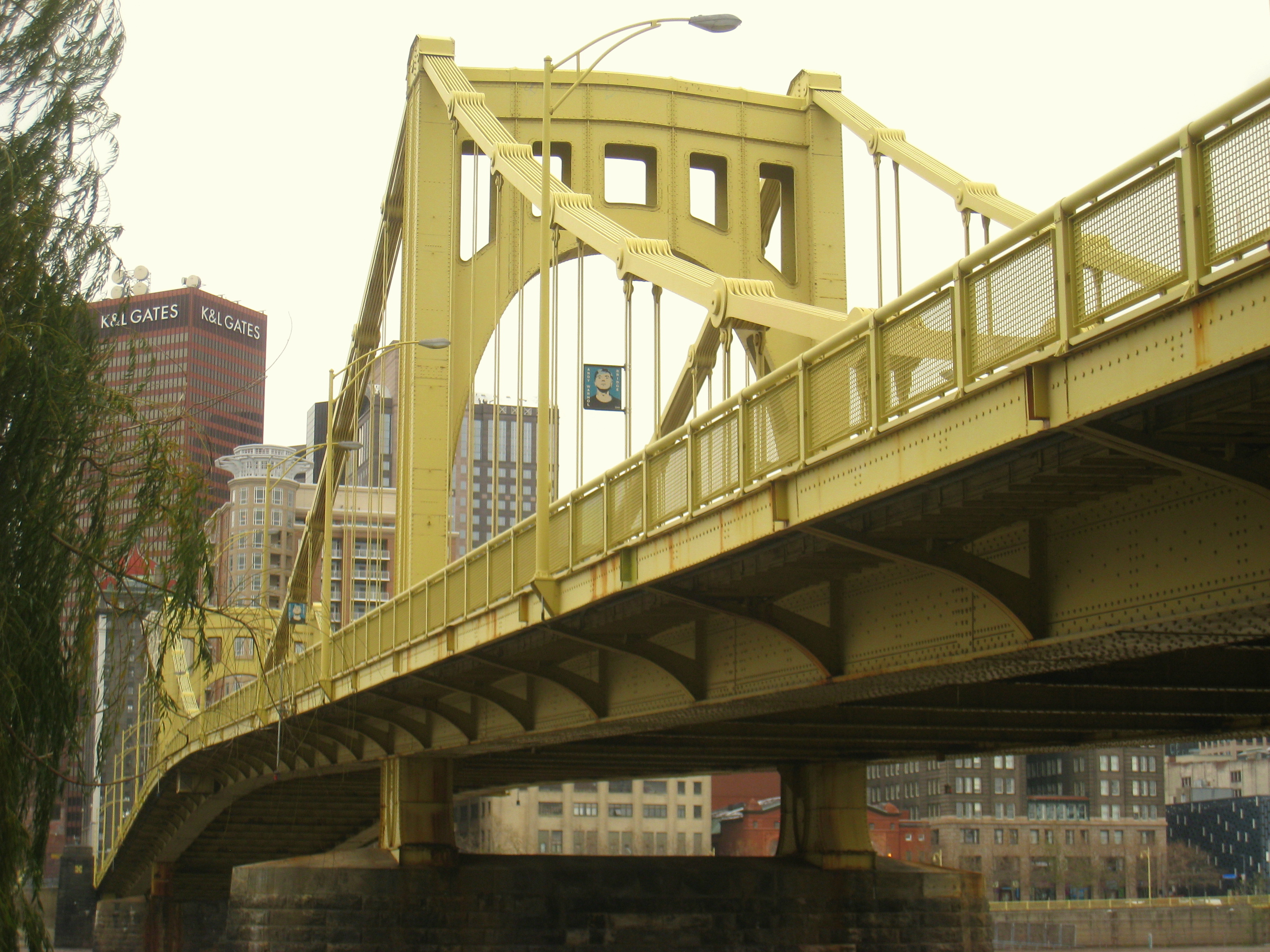
Il ponte Andy Warhol

Il ponte Andy Warhol attraversa il fiume Allegheny in corrispondenza della Settima Strada, a cui deve il suo nome originale, ed è come posizione il ponte di mezzo delle Tre Sorelle ma il primo ad essere ultimato, essendo stato aperto al traffico nel 1926. 
Un primo ponte sospeso fu realizzato in questa posizione nel 1884-1885 su progetto dell'ingegnere di origine austriaca Gustav Lindenthal, che un paio di anni prima sempre a Pittsburgh aveva firmato il progetto dello Smithfield Street Bridge sul fiume Monongahela. Il ponte di Lindenthal era costituito da due campate centrali di 97 metri di luce e due campate laterali di 50 metri di luce ed era sorretto da catenarie formate da doppi archi di catene di eyebar. Al tempo la struttura era conosciuta come Irvine Street Bridge o Irwin Street Bridge, dal nome con cui era chiamata la strada che sarebbe diventata la Seventh Street.
Come per il vicino ponte Roberto Clemente, inizialmente era richiesto un pedaggio per poter attraversare il fiume. La struttura fu acquistata nel 1911 dalla Contea di Allegheny, che abolì il pedaggio. Negli anni 1920 il ponte era ormai divenuto obsoleto e non rispettava il nuovo regolamento del Dipartimento della guerra in merito all'altezza minima per permettere la navigazione lungo i fiumi. Nel 1925 il ponte fu quindi smantellato per permettere la costruzione dell'attuale ponte della Settima Strada, che fu inaugurato l'anno successivo.
Il 18 marzo 2005 il ponte è stato ribattezzato ponte Andy Warhol (Andy Warhol Bridge in inglese), in onore del celebre artista originario di Pittsburgh.
La struttura è composta da una campata centrale di 135 metri e due campate laterali di 67 metri di luce ciascuna. La lunghezza complessiva del ponte, considerando anche gli accessi, è di 323,4 metri. L'impalcato si trova a circa 12 metri di altezza rispetto al livello del fiume e ha una larghezza di circa 19 metri. Il piano stradale ospita quattro corsie destinate al traffico veicolare, due per senso di marcia, e un marciapiede pedonale sul lato esterno di ciascuna carreggiata.

### Ponte Rachel Carson

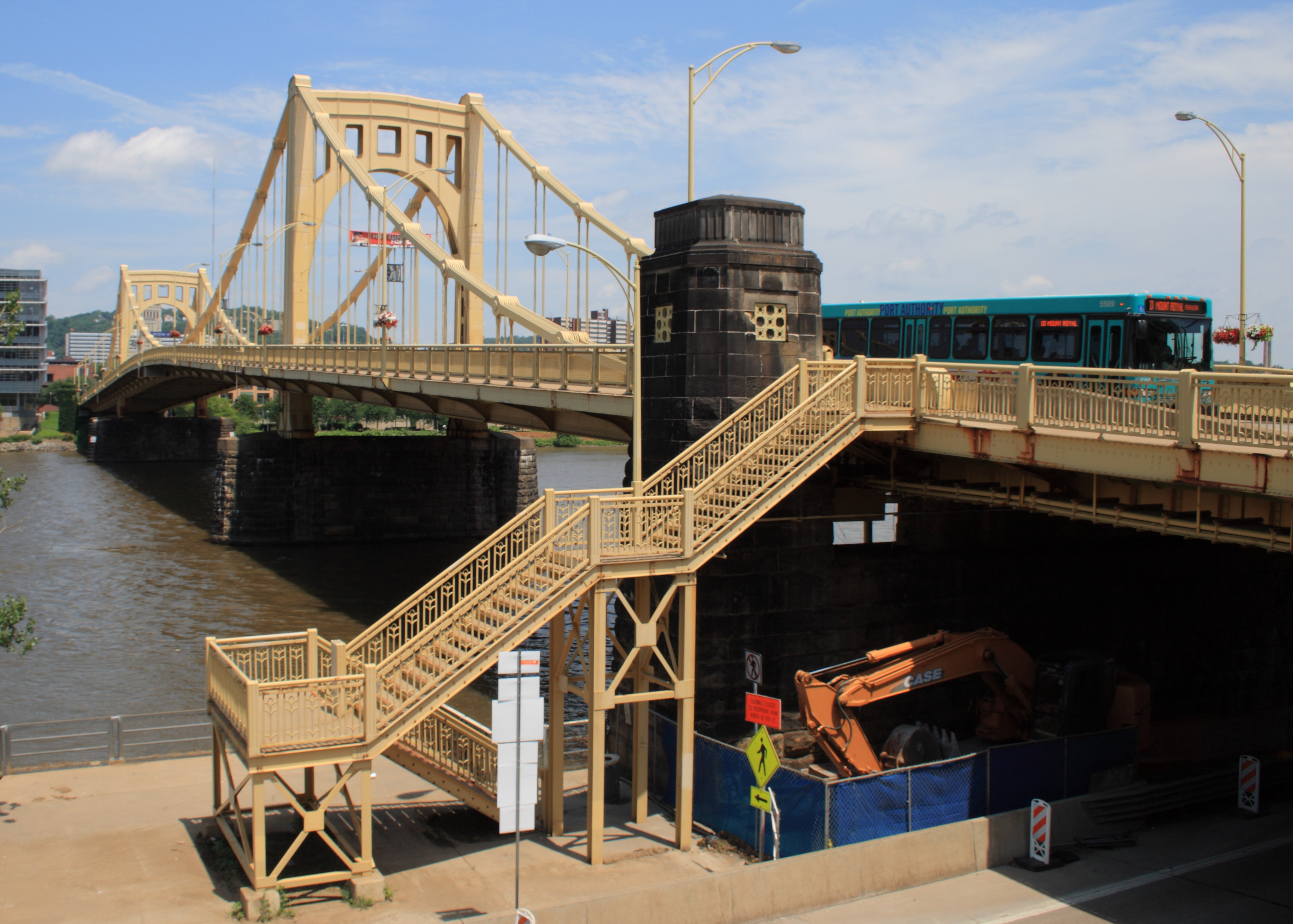
Uno degli accessi al ponte Rachel Carson

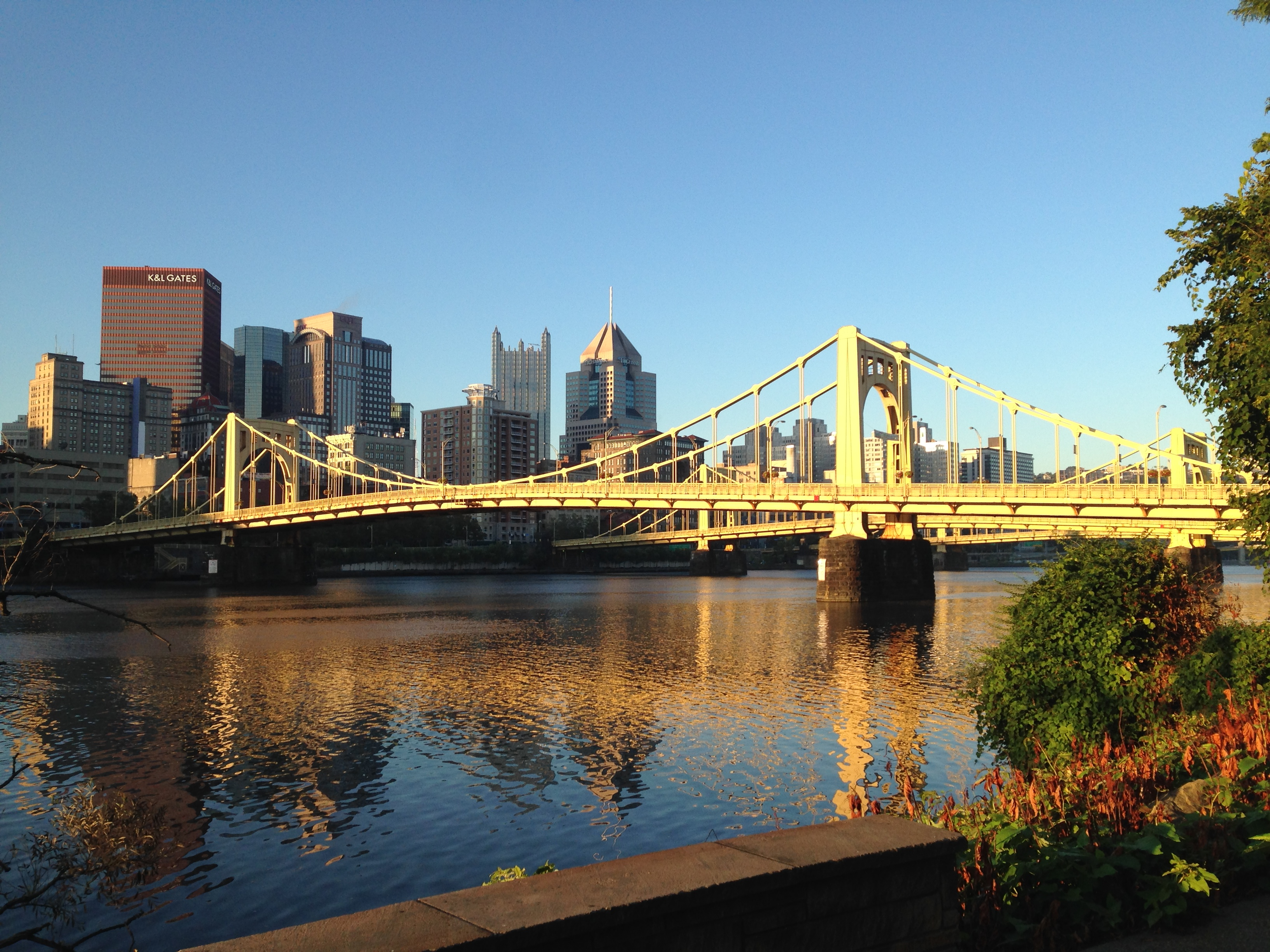
Il ponte Rachel Carson

Il ponte Rachel Carson attraversa il fiume Allegheny in corrispondenza della Nona Strada, a cui deve il suo nome originale, ed è quello situato più ad est delle Tre Sorelle. 
Un primo ponte ad attraversare il fiume Allegheny in questo sito fu realizzato nel 1839 su progetto dell'ingegnere Sylvanus Lothrop. Si trattava di un ponte coperto in legno conosciuto come Hand Street Bridge, dal nome della strada che sarebbe in seguito diventata la Ninth Street. Esso fu demolito nel 1890 in quanto non in grado di sopportare il peso dei nuovi tram elettrici e sostituito da un ponte reticolare in acciaio progettato da George Ferris e Gustave Kaufman.
Pochi anni dopo la fine della prima guerra mondiale anche il ponte di Ferris divenne obsoleto ed in particolare non rispettava i nuovi regolamenti del Dipartimento della guerra in merito alla capacità di carico dei ponti e alla loro altezza rispetto al livello del fiume per consentire la navigazione e l'agevole trasporto di rifornimenti lungo il corso d'acqua. Il ponte fu quindi demolito e sostituito dall'attuale ponte della Nona Strada, inaugurato nel 1926.
Il 22 aprile 2006, in occasione della Giornata della Terra, il ponte fu ribattezzato ponte Rachel Carson (Rachel Carson Bridge in inglese) in onore della biologa e ambientalista Rachel Carson, nata nel 1907 a Springdale, poco distante da Pittsburgh.
La struttura è composta da una campata centrale di 125 metri e due campate laterali di 66 metri di luce ciascuna. La lunghezza complessiva del ponte, considerando anche gli accessi, è di 303,3 metri. L'impalcato si trova a circa 12 metri di altezza rispetto al livello del fiume e ha una larghezza di circa 19 metri. Il piano stradale ospita quattro corsie destinate al traffico veicolare, due per senso di marcia, e un marciapiede pedonale sul lato esterno di ciascuna carreggiata.